# کولویچ (کانزاس)
کولویچ (به انگلیسی: Colwich) شهری در ایالت کانزاس کشور ایالات متحده آمریکا است که جمعیت آن در سرشماری سال ۲۰۱۰ میلادی، ۱٬۳۲۷ نفر بوده‌است.